# Bertrand de Saint-Geniès
Bertrand de Saint-Geniès (en italien : Bertrando di San Genesio), né vers 1260 et mort le 6 juin 1350 à Richinvelda près de Spilimbergo (Frioul), professeur à l’université de Toulouse et homme de guerre, fut patriarche d’Aquilée de 1334 jusqu'à sa mort. La période où il gouverne est marquée par un essor politique et éconmique du pays.

## Biographie

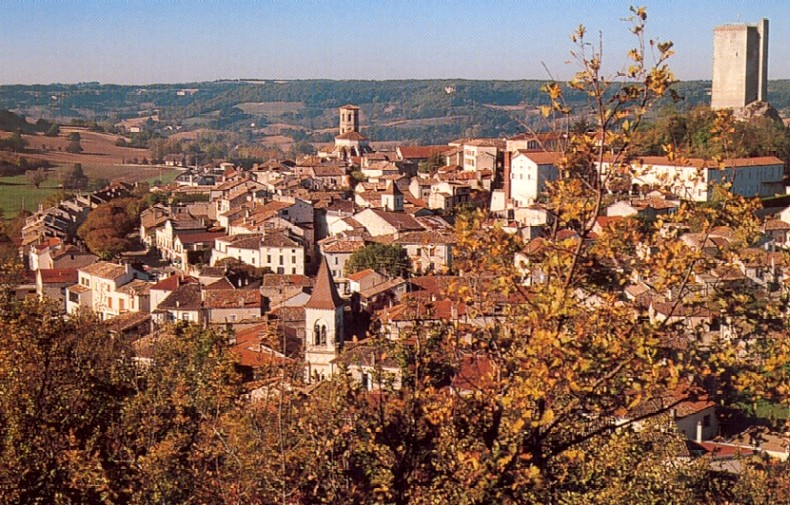
Montcuq et son château, lieu de naissance de Bertrand de Saint-Geniès.

Il naquit dans le Quercy, au château de Montcuq. Il fit ses études de droit canon à l’université de Toulouse où il devint ensuite professeur. Tout au long de sa carrière universitaire, il s’était fait remarquer pour sa sagesse et pour son habileté diplomatique. Jean XXII qui avait enseigné avec lui à Toulouse avait pour lui estime et affection.

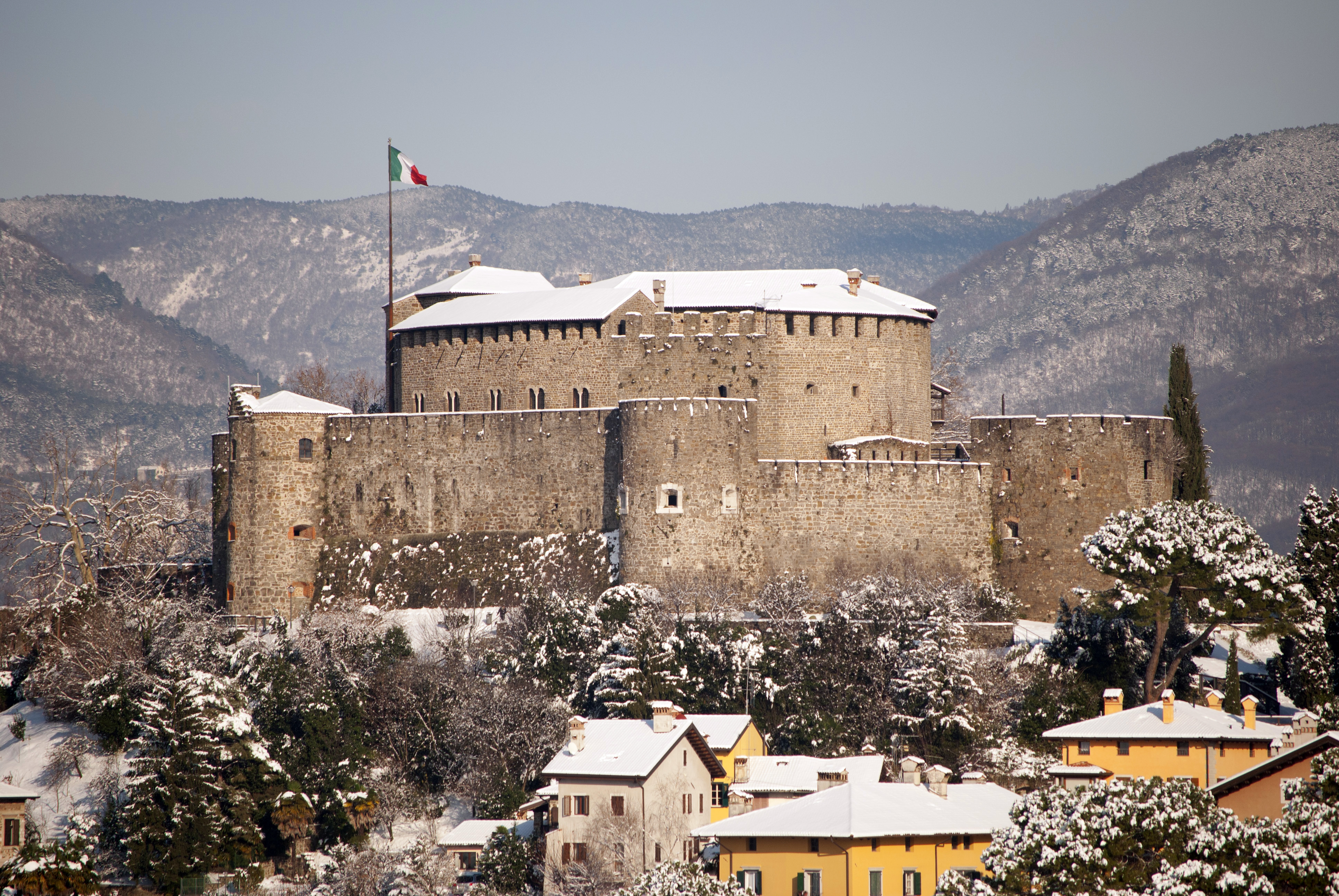
Château des comtes de Goritz.

### Le patriarche d’Aquilée
Peu avant sa mort, au début de l’automne 1334, le pape le nomma responsable du patriarcat d’Aquilée en Italie, où il se rendit le 28 octobre. En dépit du marasme régnant, le nouveau patriarche et prince du Saint-Empire fit preuve d’une grande fermeté dans la réorganisation de sa principauté. Il se rendit vite compte que son principal adversaire était son voisin, le comte Jean-Henri de Goritz (mort en 1338), allié des Habsbourg en Autriche.

### De la crosse à l’épée
Dès 1336, le patriarche fit preuve de poigne et d’audace. À la tête de ses soldats, délaissant la crosse pour l’épée, il partit en campagne, s’empara tout d’abord de Venzone, puis écrasa à Braulins les gens d’armes du comte, victoire qui lui ouvrit les portes de Cormons.

### Le traité d’Udine avec Charles IV
Trois ans plus tard, en 1339, le prince Charles IV de Luxembourg, fils héritier du roi Jean Ier de Bohême et futur empereur, se rendit dans le Frioul afin de signer une alliance avec le patriarche d’Aquilée. Il fut reçu d’abord à Cividale puis à Udine où ils signèrent leur accord. Par ce traité, Charles promettait son total appui au patriarche contre les comtes de Gorizia, en contrepartie celui-ci l’aidait à contrôler le Tyrol sous le faible gouvernance du frère cadet de Charles, Jean-Henri. 
Fort de cet appui, lors de la Noël 1340, après avoir célébré sa messe en armure, et à 80 ans, le patriarche prit la tête de son armée et s’en fut mettre le siège devant le château de Goritz où les successeur du comte Jean-Henri s’était enfermés. L’affaire se conclut par une trêve.

### L’organisateur de sa principauté
Au cours de l’année 1341, cette trêve permit au patriarche de se consacrer à sa principauté. Il put créer un marché à Venzone, cité permettant de contrôler la route commerciale Pontebbana, voie de liaison entre la Germanie et l’Italie. Il favorisa le développement d’Udine et fonda une université à Cividale.

### L’assassinat du patriarche

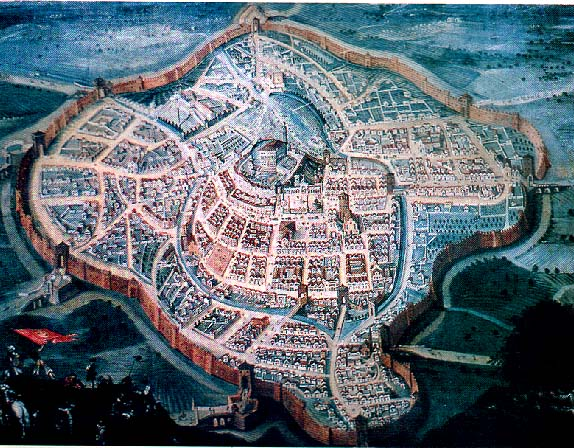
Udine, lieu d'inhumation de Bertrand de Saint-Geniès, patriarche d'Aquilée

Le Frioul profita de la paix pendant une décennie. Puis les comtes de Goritz reprennent les hostilités. Au printemps 1350, le cardinal Guy de Boulogne quitta Rome où se déroulait le Jubilé pour se rendre dans le patriarcat d’Aquilée. Son but était de faire entendre raison aux protagonistes et de mettre un terme à leur lutte armée. Sa mission est un échec. 
Le 6 juin, le patriarche qui retournait de Padoue, escorté par Frédéric de Savorgnan, fut attaqué par des mercenaires à la solde des comtes de Goritz. Le patriarche fut pris et massacré au gué du Tagliamento, dans le domaine de Richinvelda.

### Béatifié par son successeur

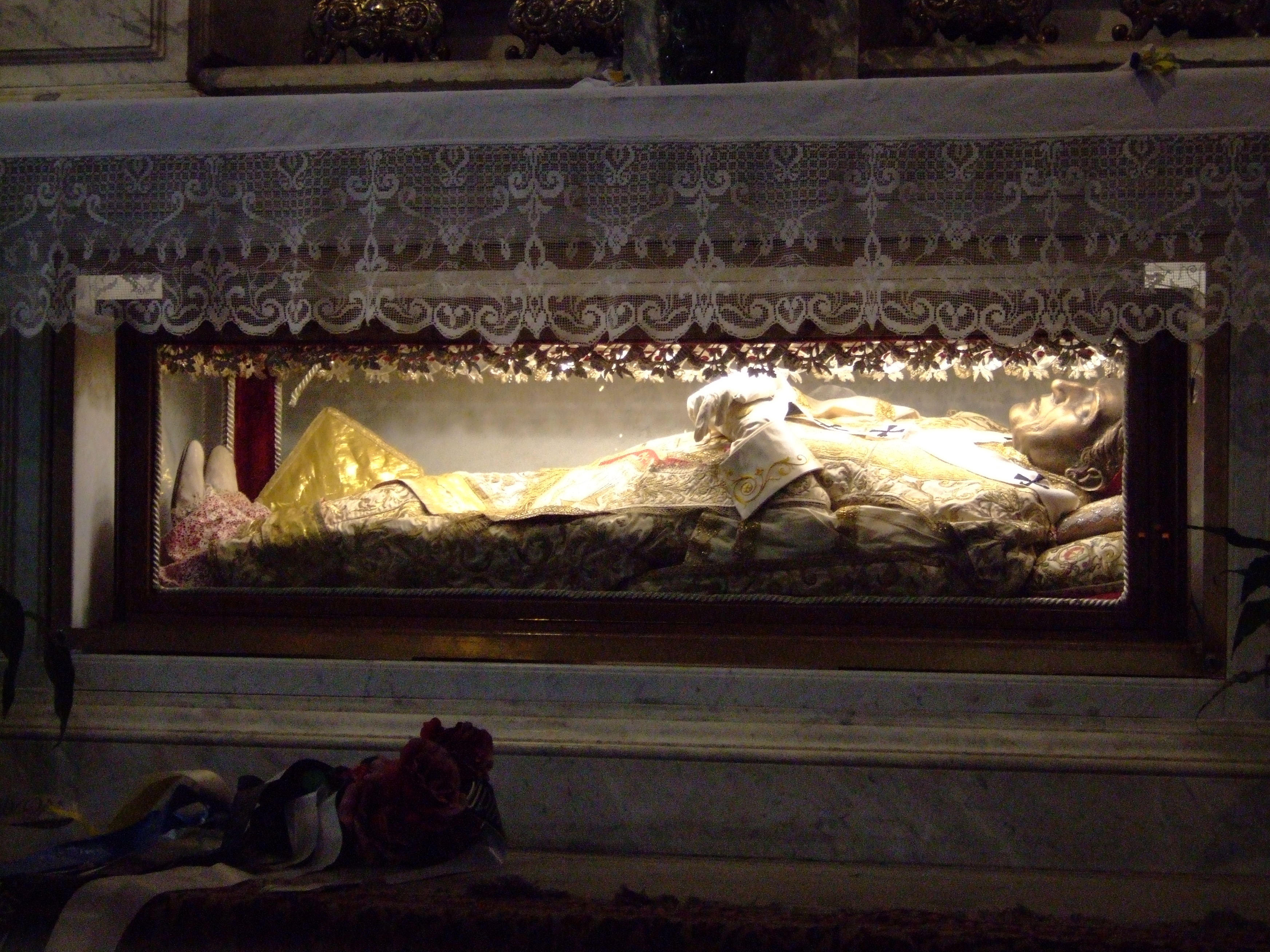
Sarcophage de Bertrand de Saint-Geniès, cathédrale d'Udine.

Le corps du patriarche fut transporté à Udine où il reçut des funérailles solennelles avant d’être enterré dans l’église Sainte-Marie. Son successeur, Nicolas de Luxembourg, demi-frère de Charles IV, le béatifia. 
Pendant ce temps, le duc Albert II d'Autriche, sous le prétexte de défendre l’Église d’Aquilée, réalisait le vieux rêve des Habsbourg en entrant avec ses troupes dans le patriarcat pour l’annexer.
Son corps est placé sous l' autel de la chapelle Saint-Joseph de la cathédrale d'Udine depuis 1971.